# Archytas (cráter)

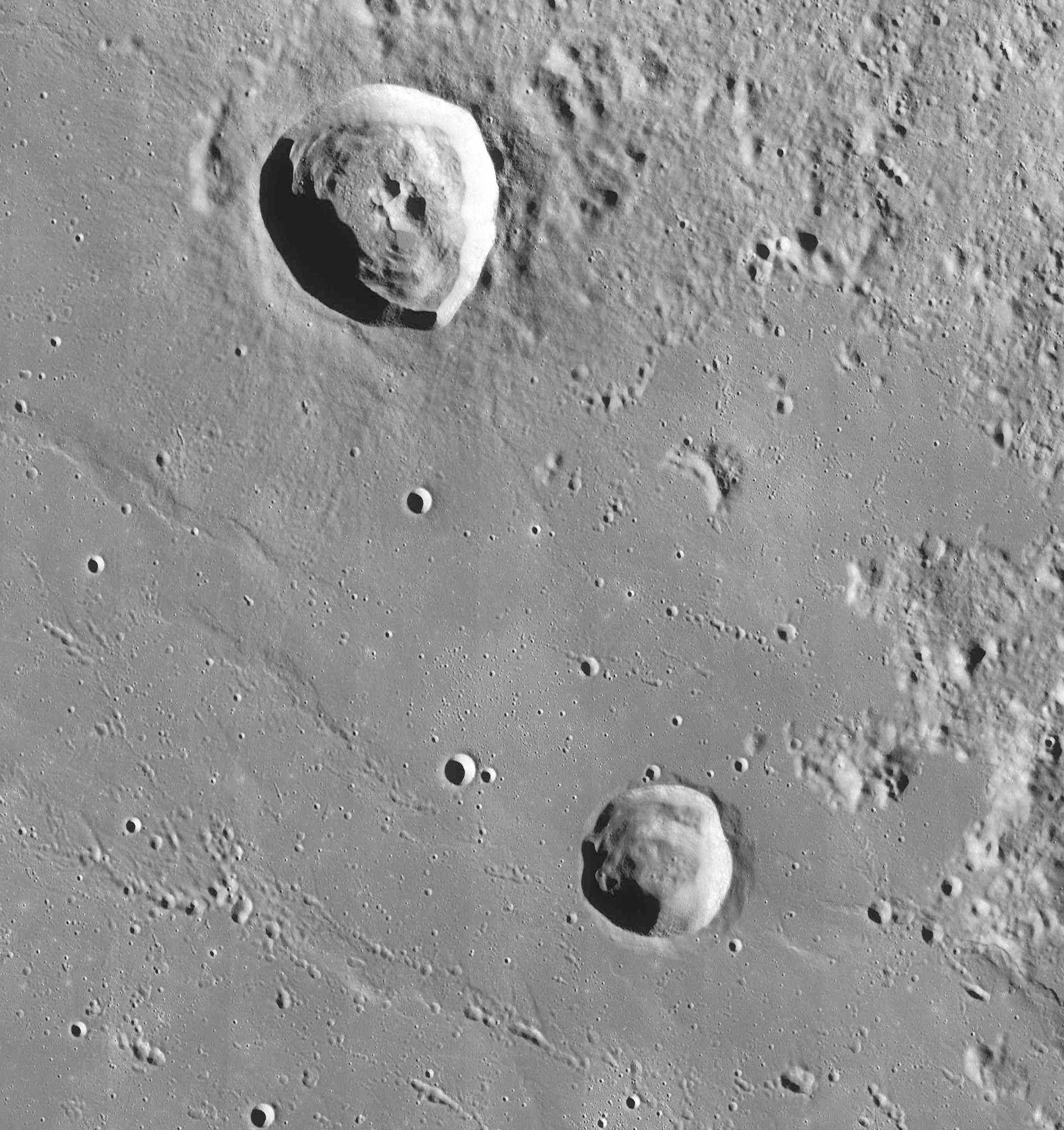
Cráteres Archytas y Protagoras. Fotografía de la misión LRO

Archytas es un cráter de impacto lunar que sobresale en el extremo norte del Mare Frigoris. Al noroeste está el cráter Timaeus de tamaño comparable, y el más pequeño Protagoras se encuentra en la dirección opuesta hacia el sureste. Al suroeste, más allá del borde opuesto del mar, está el cráter Plato con una plataforma más oscura.
El borde de Archytas es afilado y muestra poca apariencia de erosión debido a impactos posteriores. La pared exterior es casi circular, con una ligera curva hacia afuera en el sureste. El interior es áspero, con un anillo de material depositado en la base de la pared interior. Justo al este del punto medio del cráter aparece un par de picos centrales.
La superficie que rodea el cráter es relativamente suave hacia el sur debido a los flujos de lava que formaron el mare. La superficie es más resistente al norte y noreste. El cráter satélite Archytas B, situado al noroeste de Archytas, forma una bahía inundada de lava a lo largo del borde de la Mare Frigoris.

## Cráteres satélite

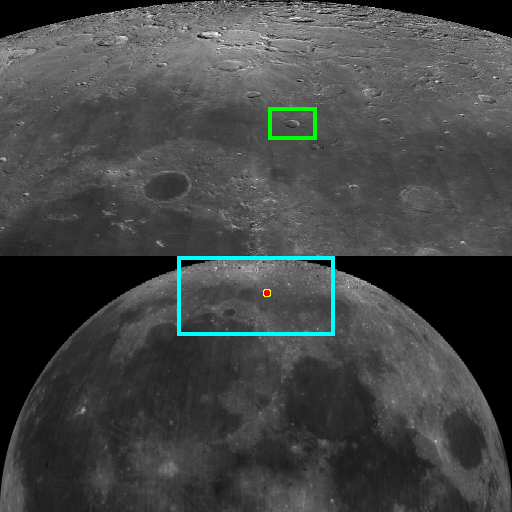
Localización de Archytas sobre el globo lunar

Por convención estos elementos son identificados en los mapas lunares poniendo la letra en el lado del punto medio del cráter que está más cerca de Archytas.
|  |  |

| Archytas | Coordenadas                  | Diámetro |
| -------- | ---------------------------- | -------- |
| B        | 61°18′N 3°12′E / 61.3, 3.2   | 36 km    |
| D        | 63°30′N 11°48′E / 63.5, 11.8 | 43 km    |
| G        | 55°36′N 0°30′E / 55.6, 0.5   | 7 km     |
| K        | 62°36′N 7°42′E / 62.6, 7.7   | 15 km    |
| L        | 56°12′N 0°54′E / 56.2, 0.9   | 5 km     |
| U        | 62°48′N 9°12′E / 62.8, 9.2   | 8 km     |
| W        | 61°12′N 5°12′E / 61.2, 5.2   | 6 km     |